# Itauçu
Itauçu este un oraș în Goiás (GO), Brazilia.